# NINETY-NINE
NINETY-NINE（日语：ナインティナイン）是日本搞笑二人組，由岡村隆史（負責「裝傻」的角色）和矢部浩之（負責「找碴、吐槽」）兩人組成。所屬經紀公司是吉本興業東京本社。簡稱、「99」、「NN」。
1990年結成組合，不久之後知名度大漲、躍升為一線搞笑組合，在同時期的諧星中最先成名。NINETY-NINE從1990年代末就已專注於主持自己的節目、逐漸減少接受其他節目通告，成為藝能界的大御所。此雙人組曾主持過像是《五花八門淺草橋》（ASAYAN，其選秀單元捧紅了像是早安少女組。、鈴木亞美、化學超男子等知名藝人）這般的高知名度節目，而近期的代表性主持節目則有《GURU GURU 99》、《帥呆了！》（めちゃ×2イケてるッ!）等。

## 外部連結
- ナインティナインティナイン プロフィール｜吉本興業株式会社 （页面存档备份，存于）
- ナインティナイン【スタッフ公式】的X（前Twitter）
- ナインティナイン【スタッフ公式】的Instagram帳戶
- okamuradesu的Instagram帳戶